# Валтер VI фон Геролдсек
Валтер VI фон Геролдсек (на немски: Walter VI von Geroldseck; Walter IV von Diersberg-Geroldseck?; * пр. 1311; † август 1349) от фамилията на господарите на Дирзберг-Геролдсек, е господар на Геролдсек в Ортенау в Шварцвалд в Баден-Вюртемберг.

## Произход
Той е син на Валтер IV фон Геролдсек († 1355) и първата му съпруга Елизабет фон Лихтенберг († сл. 1314), дъщеря на Йохан I фон Лихтенберг († 1315) и Аделхайд фон Верденберг († 1343). Баща му се жени втори път за Сузана фон Раполтщайн († сл. 1351). Полубрат му Хайнрих IV († сл. 1394) е господар на Лар в Шварцвалд.

## Фамилия
Валтер VI фон Геролдсек се жени на 4 август 1331 г. за 4. си братовчедка Клара фон Юзенберг († 1350), дъщеря на Хуго фон Юзенбург-Кенцинген († 1343) и София фон Хорбург († 1316). Те имат две дъщери:
- София фон Дирзберг-Геролдсек († 1391), омъжена пр. 4 май 1352 г. за граф Еберхард I фон Верденберг-Швалнег († 28 май 1383)
- Елза фон Геролдсек--Лар († сл. 1397), омъжена за Епо Гутеман фон Хатщат, майор на Колмар († 12 август 1382)

## Галерия
- Замък Хоенгеролдсек
- Останки от замък Дирсбург